# 만덕동 (여수시)
만덕동(萬德洞)은 대한민국 전라남도 여수시의 동이다.

## 개요
만덕동은 만흥동과 덕충동의 이름을 딴 여수시의 행정동이다. 덕충동은 원래 마래산 아래 둔덕이 되므로 떡더굴 또는 덕대라 하였는데 1914년 일제의 행정개편에 의하여 와동과 병합하여 덕대와 이곳에 있는 충민사 의 이름을 따서 덕충리라고 했다.
그리고 또 구전에 의하면 조선중기때부터 약 50여호의 조그마한 마을이 형성되어 있었는데, 일제강점기 덕충천을 중심으로 하여 덕충천 동편으로는 덕이 있는 사람들이 모여 산다하여 덕대마을로, 덕충천 북쪽에는 석천(돌샘)에서 흘러나오는 물과 기왓장을 굽는 사람들이 모여 산다하여 석동마을로 불러오다가 해방후엔 충민사 부근에서 여수중학교 뒷편까지 석천동이라 불렀으나 그 후 덕대마을의 덕자를 따고 이충무공의 유적지가 있다하여 충자를 붙여 덕충이라 불리고 있다 한다. 만흥동은 상고는 확실치 않으나 조선시대 중엽부터 여수의 북쪽 천성산 기슭에 3개의 자연부락으로 윗마을(上村), 가운데 마을(中村), 아랫마을(下村)을 합하여 만흥(萬興)이라 하는데 만흥개의 옆이 되므로 만흥개, 만충, 또는 만성, 만성리라 하였다. 1914년 일제의 행정개편에 의하여 만평리, 만중리를 합하여 만성리라 하다가 1953년 행정 구역 변경에 따라 만충동으로 고쳤다.

## 법정동
- 덕충동(德忠洞)
- 만흥동(萬興洞)
- 오천동(五川洞): 봉화산에서 보면 가오리처럼 생겨서 가오리 오를 사용하였는데 지명 조사하는 공무원이 가오리 오를 몰라 다섯 오를 사용한 것임

### 교통
- 여수공항 (20km)
- 여수엑스포역 (7km)

## 교육
- 여수종고초등학교 (공화북6길 52, 덕충동)
- 여수북초등학교 (망양로 306, 만흥동)
- 충덕중학교 (덕충안길 79, 덕충동)
- 여수중앙여자중학교 (덕충6길 79, 덕충동)
- 여수중앙여자고등학교 (덕충6길 79, 덕충동)

## 기관
- 여수세계박람회장 (박람회길 1, 덕충동)
- 여수 스카이타워 전망대 (박람회길 1, 덕충동)
- 다락휴 (박람회길 1, 덕충동)
- 한옥호텔 오동재 (박람회길 99, 덕충동)
- 여수엑스포역 (망양로 2, 덕충동)
- 스테이더딜라잇 (망양로 20, 덕충동)
- 만흥파출소 (망양로 221, 만흥동)
- 해양경찰교육원 (해양경찰로 122, 오천동)
- 만덕동주민센터 (덕충안길 95, 덕충동)
- 여수소방서 소방정대 (덕충안길 95, 덕충동)
- 현암도서관 (충민사길 43, 덕충동)
- 전남창조경제혁신센터 (덕충2길 32, 덕충동)

## 여가
- 여수 충민사

## 주거
- 귀인그린파크아파트 (덕충2길 39, 덕충동)
- 성학맨션 (덕충3길 6, 덕충동)
- 동성노블힐스1차아파트 (박람회길 46, 덕충동)
- 동성노블힐스2차아파트 (박람회길 56, 덕충동)
- 엑스포힐스테이트1단지아파트 (박람회길 61, 덕충동)
- 엑스포타운시티프라디움1단지아파트 (박람회길 70, 덕충동)
- 엑스포힐스테이트2단지아파트 (박람회길 81, 덕충동)
- 엑스포타운시티프라디움2단지아파트 (덕충안길 84, 덕충동)

## 도로명주소 목록
- 공화북6길
- 덕충1길
- 덕충2길
- 덕충3길
- 덕충4길
- 덕충5길
- 덕충6길
- 덕충안길
- 만성로
- 만성리길
- 만흥1길
- 만흥2길
- 만흥3길
- 만흥4길
- 망양로
- 박람회길
- 엑스포대로
- 오천1길
- 오천2길
- 오천3길
- 오천4길
- 외밭넘2길
- 종고산길
- 충민공원길
- 충민로
- 충민사길
- 해양경찰로